# Højer Mølle
Højer Mølle is een windmolen in het dorp Højer in het uiterste zuiden van Jutland in Denemarken. In Denemarken wordt de molen aangeduid als Hollandse windmolen (Hollandske vindmølle). De molen is tot 1972 in gebruik geweest als korenmolen. Tegenwoordig is de molen, 22 meter hoog, een museummolen.